# Istanza intrapsichica
Nell'ambito della teoria psicoanalitica, con l'espressione istanza intrapsichica si intende una delle tre entità presenti nella topica individuata da Sigmund Freud (modello strutturale) per descrivere il meccanismo di funzionamento della psiche dell'individuo: l'Io, l'Es ed il Super Io.